# Morti nel 1955
| Questa pagina contiene informazioni ricavate automaticamente dalle voci biografiche con l'ausilio del template Bio e di un bot. L'aggiornamento è periodico e automatico e ricostruisce completamente la pagina. Se manca una persona in questa lista, sei pregato di non aggiungerla, ma accertati piuttosto che la sua voce biografica contenga il template Bio e che i dati anagrafici siano correttamente compilati. Se il template Bio manca, inseriscilo tu stesso o, in alternativa, metti l'avviso {{tmp\|Bio}} che ne segnala la mancanza. Se i dati riportati sono sbagliati, correggi direttamente la voce biografica; le modifiche saranno visibili in questa lista entro pochi giorni. Per chiarimenti vedi il progetto biografie. La lista contiene solo le 844 persone che sono citate nell'enciclopedia e per le quali è stato implementato correttamente il template Bio. Pagina aggiornata al 18 ago 2025. |

## Gennaio(85)
- 1º gennaio - Alvaro Leonardi, ufficiale e aviatore italiano (n. 1895)
- 1º gennaio - Arthur Caswell Parker, archeologo, storico e etnologo statunitense (n. 1881)
- 2 gennaio - István Ipolyi, violinista, violista e musicologo ungherese (n. 1886)
- 2 gennaio - Pina Piovani, attrice italiana (n. 1897)
- 2 gennaio - José Antonio Remón Cantera, politico e militare panamense (n. 1908)
- 3 gennaio - John Fenning, canottiere britannico (n. 1885)
- 3 gennaio - Fraňo Kráľ, poeta e scrittore slovacco (n. 1903)
- 4 gennaio - Clyde Bruckman, scrittore, sceneggiatore e regista cinematografico statunitense (n. 1894)
- 4 gennaio - Vittore Rosario Fernandes, vescovo cattolico indiano (n. 1881)
- 4 gennaio - Édouard-Émile Violet, regista, attore e sceneggiatore francese (n. 1880)
- 5 gennaio - Marcel Déat, politico francese (n. 1894)
- 5 gennaio - Hans-Karl von Esebeck, generale tedesco (n. 1892)
- 5 gennaio - Gertrud Eysoldt, attrice tedesca (n. 1870)
- 5 gennaio - Evgenij Tarle, storico russo (n. 1874)
- 5 gennaio - Alexander Wienerberger, ingegnere chimico austriaco (n. 1891)
- 6 gennaio - Paolo Denza, pianista, compositore e insegnante italiano (n. 1893)
- 6 gennaio - Dionysio Typaldos, medico e diplomatico greco (n. 1875)
- 7 gennaio - Lamorna Birch, artista britannico (n. 1869)
- 7 gennaio - Edward Kasner, matematico statunitense (n. 1878)
- 7 gennaio - Arthur Keith, anatomista, antropologo e paleontologo britannico (n. 1866)
- 8 gennaio - Fred Geary, calciatore inglese (n. 1868)
- 9 gennaio - Ivar Lykke, calciatore danese (n. 1889)
- 10 gennaio - Joseph McCabe, scrittore e oratore britannico (n. 1867)
- 10 gennaio - Charles Rist, economista francese (n. 1874)
- 11 gennaio - Anne Crawford Flexner, commediografa statunitense (n. 1874)
- 11 gennaio - Ruth Eddings, ballerina e attrice statunitense (n. 1908)
- 11 gennaio - Rodolfo Graziani, generale e politico italiano (n. 1882)
- 11 gennaio - Henry Wilson Harris, giornalista britannico (n. 1883)
- 11 gennaio - Frank Kriz, ginnasta statunitense (n. 1894)
- 11 gennaio - John M. Slaton, politico statunitense (n. 1866)
- 11 gennaio - Elisabetta di Grecia, principessa greca (n. 1904)
- 12 gennaio - Armand Thiéry, filosofo e psicologo belga (n. 1868)
- 14 gennaio - Alessandro Brizi, economista e politico italiano (n. 1878)
- 14 gennaio - Romolo Moizo, magistrato, scrittore e dirigente sportivo italiano (n. 1888)
- 14 gennaio - George van Rossem, schermidore olandese (n. 1882)
- 14 gennaio - Luis Zuegg, ingegnere e imprenditore italiano (n. 1876)
- 15 gennaio - Johannes Baader, architetto, scrittore e artista tedesco (n. 1875)
- 15 gennaio - Titu Liviu Chinezu, vescovo cattolico rumeno (n. 1904)
- 15 gennaio - Louis Nathaniel von Rothschild, banchiere austriaco (n. 1882)
- 15 gennaio - Isak Samokovlija, scrittore bosniaco (n. 1889)
- 15 gennaio - Yves Tanguy, pittore francese (n. 1900)
- 16 gennaio - Mario Colombi Guidotti, scrittore e critico letterario italiano (n. 1922)
- 16 gennaio - Asbjørn Halvorsen, allenatore di calcio e calciatore norvegese (n. 1898)
- 17 gennaio - Bruno Deri, calciatore italiano (n. 1907)
- 17 gennaio - André de Ribaupierre, violinista e docente svizzero (n. 1893)
- 17 gennaio - Vincenzo de Feo, ammiraglio e politico italiano (n. 1876)
- 18 gennaio - Hubert Cecil Booth, ingegnere inglese (n. 1871)
- 18 gennaio - Luis Enrique Erro, politico, educatore e astronomo messicano (n. 1897)
- 18 gennaio - Valentina Frascaroli, attrice italiana (n. 1890)
- 18 gennaio - Giuliano Gozi, politico e militare sammarinese (n. 1894)
- 18 gennaio - Saadat Hasan Manto, scrittore, saggista e commediografo pakistano (n. 1912)
- 18 gennaio - Antonio María Romeu, pianista cubano (n. 1876)
- 20 gennaio - Robert P. T. Coffin, poeta e critico letterario statunitense (n. 1892)
- 20 gennaio - Fabrizio Colamussi, letterato e poeta italiano (n. 1889)
- 20 gennaio - Luis Otero, calciatore spagnolo (n. 1893)
- 20 gennaio - Angelo Tua, generale e politico italiano (n. 1874)
- 21 gennaio - James Duncan, discobolo statunitense (n. 1887)
- 21 gennaio - Archie Hahn, velocista statunitense (n. 1880)
- 22 gennaio - Giuseppe Cardinali, storico e politico italiano (n. 1879)
- 22 gennaio - Francesco Daprà, calciatore e dirigente sportivo italiano (n. 1881)
- 22 gennaio - Jonni Myyrä, giavellottista finlandese (n. 1892)
- 22 gennaio - Irina Michajlovna Raevskaja, nobile russa (n. 1892)
- 22 gennaio - Giovanni Battista Traverso, botanico e micologo italiano (n. 1878)
- 23 gennaio - Riccardo Barthelemy, compositore e pianista italiano (n. 1869)
- 23 gennaio - Giuseppe Mormino, prefetto e politico italiano (n. 1880)
- 23 gennaio - Pierre Selderslagh, schermidore belga (n. 1872)
- 24 gennaio - Ira Hayes, militare nativo americano (n. 1923)
- 24 gennaio - Percy Heawood, matematico britannico (n. 1861)
- 24 gennaio - Friedrich Wilhelm Kopsch, anatomista tedesco (n. 1868)
- 24 gennaio - Henry Potter, golfista statunitense (n. 1881)
- 24 gennaio - Nello Valzania, aviatore italiano (n. 1911)
- 25 gennaio - Charles Deruyter, ciclista su strada francese (n. 1890)
- 25 gennaio - Arthur Duffey, velocista statunitense (n. 1879)
- 25 gennaio - Alfredo Scocchera, pittore italiano (n. 1887)
- 26 gennaio - William Jackson, giocatore di curling britannico (n. 1871)
- 26 gennaio - Holger Nielsen, schermidore, tiratore a segno e discobolo danese (n. 1866)
- 27 gennaio - Robert F. McGowan, regista e produttore cinematografico statunitense (n. 1882)
- 27 gennaio - Ernst Penzoldt, scrittore e artista tedesco (n. 1892)
- 27 gennaio - Giuseppe Valenzini, dirigente sportivo italiano (n. 1881)
- 28 gennaio - Friedrich Hochbaum, generale tedesco (n. 1894)
- 29 gennaio - Arciero Bernini, fisico italiano (n. 1876)
- 29 gennaio - Ernesto García, politico messicano (n. 1884)
- 29 gennaio - Hans Hedtoft, politico danese (n. 1903)
- 31 gennaio - Henry Ernest Atkins, scacchista britannico (n. 1872)
- 31 gennaio - John Mott, pacifista statunitense (n. 1865)

## Febbraio(57)
- 1º febbraio - Raymond Beazley, storico britannico (n. 1868)
- 2 febbraio - Oswald Theodore Avery, medico canadese (n. 1877)
- 4 febbraio - Paolo Arcari, letterato italiano (n. 1879)
- 4 febbraio - Hans Blüher, giornalista e scrittore tedesco (n. 1888)
- 4 febbraio - Carlo Silvestri, giornalista italiano (n. 1893)
- 5 febbraio - Ernest Blood, allenatore di pallacanestro statunitense (n. 1872)
- 5 febbraio - Cicely Gore, nobildonna inglese (n. 1867)
- 5 febbraio - Victor Houteff, predicatore statunitense (n. 1885)
- 6 febbraio - Attilio Mariotti, politico italiano (n. 1882)
- 7 febbraio - Elisabeth Sanxay Holding, scrittrice statunitense (n. 1889)
- 7 febbraio - Rikard Nordstrøm, ginnasta danese (n. 1893)
- 7 febbraio - Arturo Zanieri, pittore italiano (n. 1870)
- 8 febbraio - Eugenio Cirese, poeta e saggista italiano (n. 1884)
- 8 febbraio - Pierre Johanns, gesuita e missionario lussemburghese (n. 1882)
- 8 febbraio - Wilfred Nichol, velocista britannico (n. 1901)
- 10 febbraio - Luigi Cozza, ingegnere e politico italiano (n. 1867)
- 11 febbraio - Ol'ga Chochlova, ballerina ucraina (n. 1891)
- 11 febbraio - Ona Munson, attrice statunitense (n. 1903)
- 12 febbraio - Ersilio Michel, storico italiano (n. 1878)
- 12 febbraio - Tom Moore, attore e regista irlandese (n. 1883)
- 12 febbraio - S.Z. Sakall, attore ungherese (n. 1883)
- 13 febbraio - Hans Boeckh-Behrens, generale tedesco (n. 1898)
- 13 febbraio - Raoul Henkaert, schermidore belga (n. 1907)
- 13 febbraio - Marcella Mariani, attrice italiana (n. 1936)
- 13 febbraio - Gervas Pierrepont, VI conte Manvers, militare e nobile inglese (n. 1881)
- 13 febbraio - Joseph Watt, militare inglese (n. 1887)
- 14 febbraio - George Buckley, crickettista britannico (n. 1875)
- 15 febbraio - Andrew Aitken, calciatore e allenatore di calcio scozzese (n. 1877)
- 15 febbraio - Henri Letondal, attore francese (n. 1901)
- 15 febbraio - Giuseppe Rea, politico e partigiano italiano (n. 1913)
- 15 febbraio - Otakar Španiel, scultore, intagliatore e medaglista ceco (n. 1881)
- 16 febbraio - Luigi De Giudici, pittore italiano (n. 1887)
- 17 febbraio - Štefan Krčméry, poeta, critico letterario e traduttore slovacco (n. 1892)
- 17 febbraio - Fernanda Negri Pouget, attrice italiana (n. 1889)
- 17 febbraio - Ango Sakaguchi, scrittore giapponese (n. 1906)
- 18 febbraio - Charles Crupelandt, ciclista su strada e pistard francese (n. 1886)
- 18 febbraio - Kim Seong-soo, educatore, giornalista e politico sudcoreano (n. 1891)
- 18 febbraio - Ludwika Wawrzyńska, insegnante polacca (n. 1908)
- 19 febbraio - Alain de Boüard, archivista, paleografo e storico francese (n. 1882)
- 19 febbraio - Marcel Dubois, lottatore e sollevatore belga (n. 1886)
- 20 febbraio - Rinaldo Küfferle, poeta, traduttore e librettista russo (n. 1903)
- 20 febbraio - Rajarsi Janakananda, imprenditore, economista e filantropo statunitense (n. 1892)
- 21 febbraio - Angelo Brando, pittore italiano (n. 1878)
- 22 febbraio - Maria Capuana, mezzosoprano italiano (n. 1891)
- 23 febbraio - André Chaumeix, filologo, critico letterario e giornalista francese (n. 1874)
- 23 febbraio - Paul Claudel, poeta, drammaturgo e diplomatico francese (n. 1868)
- 23 febbraio - Fabrizio Maffi, politico e medico italiano (n. 1868)
- 24 febbraio - Clemente Biondetti, pilota automobilistico italiano (n. 1898)
- 24 febbraio - Harry Kahne, illusionista statunitense (n. 1894)
- 24 febbraio - Erwin Lahousen von Vivremont, generale austriaco (n. 1897)
- 24 febbraio - Felice Platone, giornalista, politico e antifascista italiano (n. 1899)
- 25 febbraio - William Dupree, bobbista statunitense (n. 1909)
- 25 febbraio - Sybil Primrose, scrittrice e artista britannica (n. 1879)
- 28 febbraio - Gaetano Cutore, medico e anatomista italiano (n. 1869)
- 28 febbraio - Donatello Gabbrielli, scultore italiano (n. 1884)
- 28 febbraio - Josiah Ritchie, tennista britannico (n. 1870)
- 28 febbraio - Gavriil Konstantinovič Romanov, nobile russo (n. 1887)

## Marzo(73)
- 1º marzo - Lothar Budzinsky, calciatore tedesco (n. 1886)
- 1º marzo - Alberto Pariani, generale e politico italiano (n. 1876)
- 1º marzo - Claude Payton, attore statunitense (n. 1882)
- 2 marzo - Gavin Crawford, calciatore scozzese (n. 1869)
- 3 marzo - Guillermo Airaldi, cestista peruviano (n. 1923)
- 3 marzo - Katharine Mary Drexel, religiosa statunitense (n. 1858)
- 3 marzo - Lewis Spence, poeta e giornalista scozzese (n. 1874)
- 4 marzo - Émile D'Hooge, pallanuotista belga (n. 1908)
- 4 marzo - Sigvard Hultcrantz, tiratore a segno svedese (n. 1888)
- 5 marzo - Antanas Merkys, politico lituano (n. 1887)
- 5 marzo - Hortensia Papadat-Bengescu, scrittrice romena (n. 1876)
- 5 marzo - Antonio Zanella, partigiano, artigiano e allevatore italiano (n. 1887)
- 6 marzo - Achille Bertini Calosso, storico dell'arte italiano (n. 1882)
- 6 marzo - Karl Kirk, ginnasta danese (n. 1890)
- 6 marzo - Məhəmməd Rəsulzadə, politico azero (n. 1884)
- 8 marzo - Clementina del Belgio, principessa belga (n. 1872)
- 8 marzo - William C. deMille, drammaturgo, regista e sceneggiatore statunitense (n. 1878)
- 8 marzo - Josip Vilfan, politico sloveno (n. 1878)
- 8 marzo - Paul Lipke, scacchista e avvocato tedesco (n. 1870)
- 8 marzo - Bessie Potter Vonnoh, scultrice statunitense (n. 1872)
- 9 marzo - Matthew Henson, esploratore statunitense (n. 1866)
- 9 marzo - Manuel Majo, pallanuotista spagnolo (n. 1909)
- 9 marzo - Miroslava, attrice cecoslovacca (n. 1926)
- 9 marzo - Domenico Rossi, pittore italiano (n. 1911)
- 10 marzo - Étienne Arnaud, regista e sceneggiatore francese (n. 1879)
- 10 marzo - Felice Rovida, arbitro di calcio italiano (n. 1897)
- 11 marzo - Hans Alterthum, chimico tedesco (n. 1890)
- 11 marzo - Alexander Fleming, medico, biologo e farmacologo scozzese (n. 1881)
- 11 marzo - Robert Reynolds, ginnasta e multiplista statunitense (n. 1881)
- 12 marzo - Pierino Albini, ciclista su strada italiano (n. 1885)
- 12 marzo - Charlie Parker, sassofonista e compositore statunitense (n. 1920)
- 12 marzo - Theodor Plievier, scrittore tedesco (n. 1892)
- 13 marzo - Tribhuvan del Nepal, re nepalese (n. 1906)
- 14 marzo - Jenő Fuchs, schermidore ungherese (n. 1882)
- 14 marzo - Elise Hofmann, paleontologa austriaca (n. 1889)
- 14 marzo - Giulio Manenti, produttore cinematografico italiano (n. 1899)
- 14 marzo - Marcel Rochas, stilista e profumiere francese (n. 1902)
- 15 marzo - Michele Besso, ingegnere svizzero (n. 1873)
- 15 marzo - Max Neuburger, medico tedesco (n. 1868)
- 15 marzo - Eduard Pichl, alpinista, ingegnere e saggista austriaco (n. 1872)
- 16 marzo - Richard Becker, fisico tedesco (n. 1887)
- 16 marzo - Nicolas De Staël, pittore russo (n. 1914)
- 16 marzo - Luigi del Liechtenstein, principe austriaco (n. 1869)
- 17 marzo - József Pokorny, calciatore ungherese (n. 1882)
- 17 marzo - Naum Rogožin, attore sovietico (n. 1879)
- 18 marzo - Warder Clyde Allee, zoologo e ecologo statunitense (n. 1885)
- 18 marzo - Carlo Stagno Villadicani d'Alcontres, politico e dirigente sportivo italiano (n. 1912)
- 19 marzo - Ferruccio Biancini, attore, regista e sceneggiatore italiano (n. 1890)
- 19 marzo - Leonid Aleksandrovič Govorov, generale sovietico (n. 1897)
- 19 marzo - Mihály Károlyi, politico ungherese (n. 1875)
- 20 marzo - Marco Antonetto, imprenditore e dirigente sportivo italiano (n. 1893)
- 20 marzo - Larry Crockett, pilota automobilistico statunitense (n. 1926)
- 21 marzo - Aristide Baghetti, attore italiano (n. 1874)
- 22 marzo - Ernesto II di Sassonia-Altenburg, duca (n. 1871)
- 22 marzo - Maurice Schutz, attore francese (n. 1866)
- 22 marzo - Franz Schütz, calciatore tedesco (n. 1900)
- 23 marzo - Auguste Benoît, ciclista su strada belga (n. 1886)
- 23 marzo - Artur Bernardes, avvocato e politico brasiliano (n. 1875)
- 23 marzo - Ivan Šubašić, politico jugoslavo (n. 1892)
- 24 marzo - John W. Davis, politico statunitense (n. 1873)
- 24 marzo - Otto Geßler, politico tedesco (n. 1875)
- 24 marzo - Fabio Massimo Scala, militare italiano (n. 1876)
- 24 marzo - Kaspar Waldis, calciatore svizzero (n. 1900)
- 25 marzo - Vittorio Butera, poeta italiano (n. 1877)
- 25 marzo - Paolo Marzari, imprenditore italiano (n. 1869)
- 28 marzo - Prosper Alfaric, storico delle religioni francese (n. 1876)
- 28 marzo - Giovanni Forbicini, anarchico italiano (n. 1874)
- 29 marzo - Einar Arnórsson, politico islandese (n. 1880)
- 30 marzo - Alfredo Cuscinà, compositore italiano (n. 1881)
- 30 marzo - Lydia Knott, attrice statunitense (n. 1866)
- 30 marzo - Ylla, fotografa ungherese (n. 1911)
- 30 marzo - Max Schwarzer, illustratore tedesco (n. 1882)
- 31 marzo - Maurice Goguel, teologo e storico delle religioni francese (n. 1880)

## Aprile(43)
- 1º aprile - Alf Baker, calciatore inglese (n. 1898)
- 1º aprile - Silvio D'Amico, critico teatrale italiano (n. 1887)
- 1º aprile - Lin Huiyin, architetta, storica dell'architettura e scrittrice cinese (n. 1904)
- 1º aprile - Boris Mirkine-Guetzévitch, costituzionalista russo (n. 1892)
- 1º aprile - Giuseppe Santagostino, allenatore di calcio e calciatore italiano (n. 1901)
- 3 aprile - Felice Guarneri, economista, dirigente d'azienda e politico italiano (n. 1882)
- 3 aprile - Karl Hofer, pittore tedesco (n. 1878)
- 3 aprile - Sybille Schmitz, attrice tedesca (n. 1909)
- 5 aprile - Wilhelm Dörr, tiratore di fune, multiplista e discobolo tedesco (n. 1881)
- 6 aprile - Reginald Stephens, generale britannico (n. 1869)
- 7 aprile - Theda Bara, attrice statunitense (n. 1885)
- 7 aprile - Ortensia De Meo, attivista italiana (n. 1883)
- 8 aprile - Enrica von Handel-Mazzetti, scrittrice e poetessa austriaca (n. 1871)
- 8 aprile - Jane Vieu, compositrice francese (n. 1871)
- 10 aprile - Pierre Teilhard de Chardin, gesuita, filosofo e paleontologo francese (n. 1881)
- 11 aprile - Ray Amm, pilota motociclistico rhodesiano (n. 1927)
- 11 aprile - Roberto Mieville, politico italiano (n. 1919)
- 13 aprile - Giuseppe Gentile, diplomatico e politico italiano (n. 1879)
- 13 aprile - Peyton C. March, generale statunitense (n. 1864)
- 14 aprile - Ad Wolgast, pugile statunitense (n. 1888)
- 15 aprile - Edgar J. Kaufmann, imprenditore statunitense (n. 1885)
- 15 aprile - Bert McCaffrey, hockeista su ghiaccio canadese (n. 1893)
- 15 aprile - Santos Ubierna, vescovo cattolico e missionario spagnolo (n. 1907)
- 16 aprile - George Howe, architetto statunitense (n. 1886)
- 16 aprile - Matteo Tonengo, politico e partigiano italiano (n. 1907)
- 17 aprile - Lillian Lorraine, attrice statunitense (n. 1892)
- 17 aprile - Eduard Pernkopf, medico austriaco (n. 1888)
- 17 aprile - Emil Wachuda, calciatore austriaco (n. 1882)
- 18 aprile - Marziale Ducos, giornalista e politico italiano (n. 1868)
- 18 aprile - Albert Einstein, fisico tedesco (n. 1879)
- 18 aprile - Eugen Herrigel, filosofo tedesco (n. 1884)
- 18 aprile - Johan Jarlén, ginnasta svedese (n. 1880)
- 18 aprile - Giuseppe Lavia, politico italiano (n. 1884)
- 19 aprile - Jim Corbett, scrittore inglese (n. 1875)
- 20 aprile - Vitaliano Lugli, ciclista su strada italiano (n. 1896)
- 20 aprile - Mario Maratelli, agronomo italiano (n. 1879)
- 22 aprile - Federico Olivero, traduttore, critico letterario e filologo italiano (n. 1878)
- 23 aprile - Ernst Jakob Christoffel, pastore protestante tedesco (n. 1876)
- 24 aprile - Alfred Polgar, scrittore austriaco (n. 1873)
- 25 aprile - Constance Collier, attrice britannica (n. 1878)
- 25 aprile - Frank Merriam, politico statunitense (n. 1865)
- 29 aprile - Marcello Manni, giornalista, compositore e militare italiano (n. 1899)
- 30 aprile - Dave Peyton, cantautore, pianista e arrangiatore statunitense (n. 1889)

## Maggio(77)
- 1º maggio - Mike Nazaruk, pilota automobilistico statunitense (n. 1921)
- 1º maggio - Luigi Sbano, avvocato, politico e giornalista italiano (n. 1899)
- 1º maggio - Kázmér Zichy, nobile e scrittore ungherese (n. 1868)
- 2 maggio - Margherita Clementina d'Asburgo-Lorena, nobile austriaca (n. 1870)
- 2 maggio - Alexander Hore-Ruthven, I conte di Gowrie, generale e politico britannico (n. 1872)
- 2 maggio - Charles Mantelet, ciclista su strada francese (n. 1894)
- 3 maggio - Karl Bierwirth, sollevatore tedesco (n. 1907)
- 3 maggio - Sebastiano Crinò, geografo italiano (n. 1877)
- 3 maggio - Garoto, chitarrista e compositore brasiliano (n. 1915)
- 3 maggio - Léon Vandermeiren, calciatore belga (n. 1896)
- 3 maggio - Pier Gaetano Venino, dirigente d'azienda, banchiere e politico italiano (n. 1878)
- 4 maggio - Louis Charles Breguet, aviatore francese (n. 1880)
- 4 maggio - George Enescu, compositore, violinista e pianista rumeno (n. 1881)
- 4 maggio - Edward Martindel, attore statunitense (n. 1876)
- 5 maggio - Enea Mattei, imprenditore, ingegnere e filantropo italiano (n. 1887)
- 5 maggio - Anna Petrovna Ostroumova-Lebedeva, pittrice e incisore russa (n. 1871)
- 6 maggio - William Isaacs, pistard britannico (n. 1884)
- 6 maggio - Nick Winter, triplista australiano (n. 1894)
- 7 maggio - Alberto Collo, attore italiano (n. 1883)
- 8 maggio - Armando François, aviatore italiano (n. 1905)
- 8 maggio - Maud Wood Park, attivista statunitense (n. 1871)
- 8 maggio - George Patterson, allenatore di calcio inglese (n. 1887)
- 9 maggio - William Passmore, giocatore di lacrosse statunitense (n. 1886)
- 9 maggio - Antonio Renato Toniolo, geografo italiano (n. 1881)
- 10 maggio - Bruno Bisterzo, pugile italiano (n. 1914)
- 10 maggio - Tommy Burns, pugile canadese (n. 1881)
- 10 maggio - Niccolò Introna, dirigente d'azienda italiano (n. 1868)
- 10 maggio - George Soulié de Morant, diplomatico, scrittore e sinologo francese (n. 1878)
- 10 maggio - Ezio Villani, politico e partigiano italiano (n. 1892)
- 11 maggio - Jerzy Kossak, pittore polacco (n. 1886)
- 11 maggio - Dante Majorana, giurista e politico italiano (n. 1874)
- 11 maggio - Francis Pierlot, attore statunitense (n. 1885)
- 13 maggio - Emil Palkoska, compositore di scacchi boemo (n. 1871)
- 14 maggio - Betty Ann Davies, attrice britannica (n. 1910)
- 15 maggio - Olga Napoli, pittrice italiana (n. 1903)
- 15 maggio - Aksel Sørensen, ginnasta danese (n. 1891)
- 16 maggio - James Agee, scrittore, sceneggiatore e critico cinematografico statunitense (n. 1909)
- 16 maggio - Manny Ayulo, pilota automobilistico statunitense (n. 1921)
- 16 maggio - Salvatore Carnevale, sindacalista e politico italiano (n. 1923)
- 16 maggio - Harold James Murray, scrittore e educatore britannico (n. 1868)
- 16 maggio - Filippo Vassalli, giurista italiano (n. 1885)
- 17 maggio - Francesco Balilla Pratella, compositore e musicologo italiano (n. 1880)
- 18 maggio - Mary McLeod Bethune, educatrice e imprenditrice statunitense (n. 1875)
- 18 maggio - Ettore Boschi, militare e scrittore italiano (n. 1874)
- 18 maggio - Brian Harley, compositore di scacchi britannico (n. 1883)
- 18 maggio - Edwin Scharff, scultore tedesco (n. 1887)
- 18 maggio - Nino Sganzetta, arbitro di calcio italiano (n. 1888)
- 19 maggio - Antoun Boutros Arida, arcivescovo cattolico e patriarca cattolico libanese (n. 1863)
- 19 maggio - Concha Espina, scrittrice spagnola (n. 1869)
- 20 maggio - Tetsuzō Iwamoto, militare e aviatore giapponese (n. 1916)
- 22 maggio - Fred Allen, montatore e regista statunitense (n. 1896)
- 22 maggio - Giuseppe Bonfantini, politico italiano (n. 1877)
- 22 maggio - Kuno-Hans von Both, generale tedesco (n. 1884)
- 22 maggio - Richard Gallagher, attore statunitense (n. 1891)
- 22 maggio - Miguel Zamacoïs, scrittore, poeta e giornalista francese (n. 1866)
- 23 maggio - Auguste Chabaud, pittore e scultore francese (n. 1882)
- 23 maggio - Luigi Diamante, militare, calciatore e allenatore di calcio italiano (n. 1918)
- 24 maggio - John Capper, generale inglese (n. 1861)
- 25 maggio - Wardell Gray, sassofonista statunitense (n. 1921)
- 26 maggio - Alberto Ascari, pilota automobilistico e pilota motociclistico italiano (n. 1918)
- 26 maggio - Maurizio Maraviglia, politico italiano (n. 1878)
- 27 maggio - Fabio Cusin, storico italiano (n. 1904)
- 27 maggio - Aleksej Grigor'evič Rodin, generale sovietico (n. 1902)
- 28 maggio - Alessandro Valerio, cavaliere e militare italiano (n. 1881)
- 29 maggio - Giovanni Battista Ciolina, pittore italiano (n. 1870)
- 29 maggio - Giovanni Battista Imberti, imprenditore e politico italiano (n. 1880)
- 29 maggio - Rudolf Klein-Rogge, attore tedesco (n. 1885)
- 29 maggio - Stefano Pucci, aviatore e politico italiano (n. 1895)
- 29 maggio - Giuseppe Toigo, militare italiano (n. 1920)
- 30 maggio - Tullio Marchetti, generale e agente segreto italiano (n. 1871)
- 30 maggio - Jack George Taylor, nuotatore statunitense (n. 1931)
- 30 maggio - Bill Vukovich, pilota automobilistico statunitense (n. 1918)
- 31 maggio - Louis Campagna, mafioso statunitense (n. 1900)
- 31 maggio - Jacob Clay, fisico olandese (n. 1882)
- 31 maggio - Raoul Gunsbourg, direttore teatrale, impresario teatrale e compositore rumeno (n. 1860)
- 31 maggio - Jack Hacking, allenatore di calcio e calciatore inglese (n. 1897)
- 31 maggio - Trinh Minh Thé, militare vietnamita (n. 1922)

## Giugno(53)
- 1º giugno - Antonio Dattilo Rubbo, artista e insegnante italiano (n. 1870)
- 2 giugno - Roger Zirilli, pallanuotista e nuotatore svizzero (n. 1910)
- 3 giugno - Arnaud Langer, militare e aviatore francese (n. 1919)
- 4 giugno - Alessandro Casati, politico e giornalista italiano (n. 1881)
- 4 giugno - Fred Groves, attore inglese (n. 1880)
- 4 giugno - John McLean, giocatore di football americano, ostacolista e lunghista statunitense (n. 1878)
- 6 giugno - Ludovico Altieri, IX principe di Oriolo, principe italiano (n. 1878)
- 6 giugno - Eugène Bridoux, generale francese (n. 1888)
- 6 giugno - Joseph Jefferson Farjeon, scrittore britannico (n. 1883)
- 6 giugno - Fred Myton, sceneggiatore statunitense (n. 1885)
- 6 giugno - Fritz Odemar, attore tedesco (n. 1890)
- 6 giugno - Alberto Theodoli di Sambuci, ingegnere, dirigente d'azienda e politico italiano (n. 1873)
- 7 giugno - Francesco Boncompagni Ludovisi, politico e nobile italiano (n. 1886)
- 7 giugno - Elisabetta d'Assia-Kassel, principessa (n. 1861)
- 9 giugno - Jorge Agostini, schermidore e rivoluzionario cubano (n. 1910)
- 10 giugno - Margaret Abbott, golfista statunitense (n. 1878)
- 11 giugno - Jean-Baptiste-Maximilien Chabalier, vescovo cattolico e missionario francese (n. 1887)
- 11 giugno - Walter Hampden, attore statunitense (n. 1879)
- 11 giugno - Pierre Levegh, pilota automobilistico francese (n. 1905)
- 11 giugno - Marcel Samuel-Rousseau, compositore, organista e direttore d'orchestra francese (n. 1882)
- 12 giugno - Leo Nardus, schermidore e falsario olandese (n. 1868)
- 12 giugno - Quirino Ruggeri, scultore italiano (n. 1883)
- 12 giugno - Olaf Richard von Wulff, militare austriaco (n. 1877)
- 13 giugno - Comtesse de Kermel, tennista francese (n. 1874)
- 13 giugno - Francesco Palmegiani, storico dell'arte, giornalista e politico italiano (n. 1892)
- 14 giugno - William Gann, economista statunitense (n. 1878)
- 16 giugno - Stanislaus Joyce, scrittore e docente irlandese (n. 1884)
- 16 giugno - Ozias Leduc, pittore canadese (n. 1864)
- 17 giugno - Carlyle Blackwell, attore, regista e sceneggiatore statunitense (n. 1884)
- 17 giugno - George Canning, tiratore di fune britannico (n. 1889)
- 18 giugno - Aleksander Zelwerowicz, attore e regista polacco (n. 1877)
- 18 giugno - Ladislav Žemla, tennista ceco (n. 1887)
- 19 giugno - Giuseppe Lattanzi, pilota motociclistico italiano (n. 1924)
- 19 giugno - Adrienne Monnier, scrittrice, editrice e poetessa francese (n. 1892)
- 19 giugno - Carlo Somigliana, matematico e fisico italiano (n. 1860)
- 20 giugno - Carlo Aloisio del Liechtenstein, politico austriaco (n. 1878)
- 20 giugno - Robert A. McGowan, regista e sceneggiatore statunitense (n. 1901)
- 21 giugno - Erich Brandenberger, generale tedesco (n. 1892)
- 22 giugno - Lucien Nonguet, regista e sceneggiatore francese (n. 1869)
- 22 giugno - James Peck, mezzofondista canadese (n. 1880)
- 23 giugno - František Janda-Suk, discobolo e pesista boemo (n. 1878)
- 24 giugno - Bernarde Laffaille, ingegnere francese (n. 1900)
- 25 giugno - Victor Hugo de Azevedo Coutinho, politico portoghese (n. 1871)
- 26 giugno - Luigi Arborio Mella di Sant'Elia, nobile e politico italiano (n. 1873)
- 26 giugno - Max Pechstein, pittore e incisore tedesco (n. 1881)
- 26 giugno - Engelbert Zaschka, ingegnere tedesco (n. 1895)
- 27 giugno - Martin Hansen, scrittore danese (n. 1909)
- 27 giugno - Domenico Milani, magistrato e politico italiano (n. 1875)
- 29 giugno - Grigorij Aleksandrovič Gamburcev, sismologo russo (n. 1903)
- 29 giugno - Ernst Legal, attore e regista teatrale tedesco (n. 1881)
- 30 giugno - Piero Ballerini, regista e sceneggiatore italiano (n. 1901)
- 30 giugno - Félix Bédouret, calciatore svizzero (n. 1898)
- 30 giugno - Gilbert Cannan, scrittore e romanziere britannico (n. 1884)

## Luglio(66)
- 1º luglio - Wilson Benge, attore inglese (n. 1875)
- 1º luglio - Bill Horr, discobolo, martellista e pesista statunitense (n. 1880)
- 1º luglio - Simon Sollier, calciatore francese (n. 1890)
- 2 luglio - Marco Davanzo, pittore italiano (n. 1872)
- 2 luglio - Fritz Freisler, regista e sceneggiatore austriaco (n. 1881)
- 3 luglio - Omero Franceschi, politico italiano (n. 1873)
- 3 luglio - Aleksandr Emel'janovič Volinin, ballerino russo (n. 1882)
- 4 luglio - Bhupal Singh, principe indiano (n. 1884)
- 4 luglio - Ernesto Crocco, calciatore italiano (n. 1895)
- 5 luglio - Gianni Cavalieri, attore italiano (n. 1908)
- 5 luglio - Giuseppe Trecca, architetto italiano (n. 1871)
- 7 luglio - Egon Brunswik, psicologo austro-ungarico (n. 1903)
- 7 luglio - Franco Casavola, compositore, direttore d'orchestra e critico d'arte italiano (n. 1891)
- 8 luglio - Maurice Roche, IV barone Fermoy, politico irlandese (n. 1885)
- 8 luglio - Paul McAllister, attore e sceneggiatore statunitense (n. 1875)
- 9 luglio - Artur Virgílio Alves dos Reis, truffatore portoghese (n. 1896)
- 9 luglio - Adolfo de la Huerta, politico e generale messicano (n. 1881)
- 10 luglio - Frank Hamer, statunitense (n. 1884)
- 10 luglio - Jerry Hoyt, pilota automobilistico statunitense (n. 1929)
- 10 luglio - Ragnar Olson, cavaliere svedese (n. 1880)
- 10 luglio - Pio Pullini, pittore, decoratore e illustratore italiano (n. 1887)
- 10 luglio - Étienne Oehmichen, ingegnere francese (n. 1884)
- 11 luglio - Vittorio Parisi, cantante italiano (n. 1892)
- 12 luglio - Mateo Alonso, scultore argentino (n. 1878)
- 13 luglio - Ruth Ellis, criminale britannica (n. 1926)
- 13 luglio - Roderich Fick, architetto tedesco (n. 1886)
- 13 luglio - Antonio Mosconi, politico italiano (n. 1866)
- 13 luglio - Stanley Price, attore statunitense (n. 1892)
- 14 luglio - Hans Koch, militare tedesco (n. 1912)
- 14 luglio - Walter Real, ginnasta e multiplista statunitense (n. 1886)
- 14 luglio - Christian Schilling, calciatore tedesco (n. 1879)
- 14 luglio - Uilke Vuurman, tiratore a segno olandese (n. 1872)
- 15 luglio - Gyula Dobó, calciatore ungherese (n. 1890)
- 15 luglio - Martin Lintzel, storico tedesco (n. 1901)
- 16 luglio - Harry Rosenswärd, velista svedese (n. 1882)
- 16 luglio - Pasquale Simonetti, mafioso italiano (n. 1926)
- 17 luglio - Vincenzo Reschiglian, baritono italiano (n. 1874)
- 18 luglio - Fred Burns, attore statunitense (n. 1878)
- 18 luglio - Arthur Shaw, ostacolista statunitense (n. 1886)
- 19 luglio - Ambrogio Clerici, generale e politico italiano (n. 1868)
- 20 luglio - Calouste Gulbenkian, imprenditore e filantropo armeno (n. 1869)
- 20 luglio - Carlo Simoneschi, attore e regista italiano (n. 1878)
- 20 luglio - Georg von Sodenstern, generale tedesco (n. 1889)
- 21 luglio - Anton Staus, astronomo tedesco (n. 1872)
- 22 luglio - Andrea Caffi, filosofo, politico e giornalista italiano (n. 1887)
- 22 luglio - Istvan Frank, filologo ungherese (n. 1918)
- 23 luglio - Alberto Francesco d'Asburgo-Teschen, nobile (n. 1897)
- 23 luglio - Ruggero Grieco, politico e antifascista italiano (n. 1893)
- 23 luglio - Cordell Hull, politico statunitense (n. 1871)
- 24 luglio - Theodore Sherman Palmer, zoologo e naturalista statunitense (n. 1868)
- 24 luglio - Sandro Salvini, attore e direttore del doppiaggio italiano (n. 1890)
- 24 luglio - Roland Weitzenböck, matematico austriaco (n. 1885)
- 24 luglio - Emmanuel de Martonne, geografo francese (n. 1873)
- 25 luglio - Theodore Carstens, schermidore statunitense (n. 1879)
- 25 luglio - Garzia Cassola, giornalista, sindacalista e traduttore italiano (n. 1869)
- 25 luglio - Isaak Osipovič Dunaevskij, compositore e direttore d'orchestra sovietico (n. 1900)
- 25 luglio - Ilmari Hannikainen, compositore e pianista finlandese (n. 1892)
- 25 luglio - Percy Noble, ammiraglio britannico (n. 1880)
- 26 luglio - Raymond Clare Archibald, matematico canadese (n. 1875)
- 26 luglio - Rodolfo Morandi, avvocato, economista e politico italiano (n. 1902)
- 27 luglio - Aurelio Drago, ingegnere e politico italiano (n. 1873)
- 27 luglio - Giuseppe Ferrandi, partigiano e politico italiano (n. 1900)
- 28 luglio - Enrico de Leva, compositore e pianista italiano (n. 1867)
- 30 luglio - Willy Pogany, illustratore e scenografo ungherese (n. 1882)
- 31 luglio - Robert Francis, attore statunitense (n. 1930)
- 31 luglio - Zdenka Schelingová, religiosa slovacca (n. 1916)

## Agosto(58)
- 1º agosto - William Hamilton, velocista statunitense (n. 1883)
- 1º agosto - Cesare Santagostino, calciatore italiano (n. 1898)
- 1º agosto - Charles Herbert Shaw, scrittore, giornalista e sceneggiatore australiano (n. 1900)
- 2 agosto - Rupprecht di Baviera, nobile tedesco (n. 1869)
- 2 agosto - Giustino Russolillo, presbitero italiano (n. 1891)
- 2 agosto - Wallace Stevens, poeta statunitense (n. 1879)
- 3 agosto - Isaac Cline, meteorologo statunitense (n. 1861)
- 4 agosto - Filippo Anivitti, pittore italiano (n. 1876)
- 4 agosto - Jules Rossignol, schermidore francese (n. 1869)
- 5 agosto - Suzan Ball, attrice statunitense (n. 1934)
- 5 agosto - Coenraad V. Bos, pianista olandese (n. 1875)
- 5 agosto - Carmen Miranda, cantante, attrice e ballerina portoghese (n. 1909)
- 5 agosto - Gino de Finetti, pittore, illustratore e grafico italiano (n. 1877)
- 6 agosto - Janet Beecher, attrice statunitense (n. 1884)
- 6 agosto - Dominikus Böhm, architetto tedesco (n. 1880)
- 6 agosto - David Carstens, pugile sudafricano (n. 1914)
- 6 agosto - John Flügel, psicologo e psicoanalista britannico (n. 1884)
- 6 agosto - Raymond Carroll Osburn, zoologo statunitense (n. 1872)
- 7 agosto - Ewa Olliwier, tuffatrice svedese (n. 1904)
- 8 agosto - Grace Hartman, attrice statunitense (n. 1907)
- 9 agosto - Henri Verhavert, ginnasta belga (n. 1874)
- 10 agosto - Jane Murfin, sceneggiatrice e commediografa statunitense (n. 1884)
- 11 agosto - Bert Freeman, calciatore inglese (n. 1885)
- 11 agosto - Robert Williams Wood, fisico e inventore statunitense (n. 1868)
- 12 agosto - Lynne Carver, attrice statunitense (n. 1916)
- 12 agosto - Thomas Mann, scrittore e saggista tedesco (n. 1875)
- 12 agosto - James Batcheller Sumner, chimico statunitense (n. 1887)
- 12 agosto - Provino Valle, architetto italiano (n. 1887)
- 13 agosto - Mario Acqua, medico e chirurgo italiano (n. 1899)
- 13 agosto - Florence Easton, soprano britannico (n. 1882)
- 13 agosto - Thomas Horder, I barone Horder, medico britannico (n. 1871)
- 13 agosto - Wilhelm Kreis, architetto tedesco (n. 1887)
- 13 agosto - Giuseppe Sirianni, ammiraglio e politico italiano (n. 1874)
- 13 agosto - Mario Vianello, arcivescovo cattolico italiano (n. 1887)
- 14 agosto - Lemuel Ayers, costumista, scenografo e produttore teatrale statunitense (n. 1915)
- 15 agosto - Charles A. Templeton, politico statunitense (n. 1871)
- 17 agosto - Ernesto Carpano Maglioli, avvocato e politico italiano (n. 1887)
- 17 agosto - Fernand Léger, pittore francese (n. 1881)
- 17 agosto - Antoine Poidebard, militare, religioso e archeologo francese (n. 1878)
- 18 agosto - Giorgio Parodi, aviatore, militare e imprenditore italiano (n. 1897)
- 19 agosto - Alberto Breglia, economista italiano (n. 1900)
- 19 agosto - Trygve Løken, calciatore norvegese (n. 1898)
- 20 agosto - Maurice Gignoux, geologo francese (n. 1881)
- 20 agosto - Anders Vilhelm Lundstedt, filosofo svedese (n. 1882)
- 20 agosto - Millicent St Clair-Erskine, nobildonna, giornalista e drammaturga scozzese (n. 1867)
- 22 agosto - Ildebrando Vannucci, vescovo cattolico e abate italiano (n. 1890)
- 23 agosto - Harold Fleming, calciatore inglese (n. 1887)
- 23 agosto - Rudolf Minger, politico svizzero (n. 1881)
- 23 agosto - Ettore Rossi, turcologo e orientalista italiano (n. 1894)
- 24 agosto - William DeWitt Mitchell, politico statunitense (n. 1874)
- 24 agosto - Oscar Schwab, pistard svizzero (n. 1882)
- 25 agosto - Bruno Ciuffarin, calciatore italiano (n. 1913)
- 25 agosto - Rakuten Kitazawa, fumettista e pittore giapponese (n. 1876)
- 27 agosto - Augusto Turati, politico, dirigente sportivo e giornalista italiano (n. 1888)
- 28 agosto - Emmett Till, statunitense (n. 1941)
- 29 agosto - John Allan, numismatico britannico (n. 1884)
- 31 agosto - Willi Baumeister, pittore e grafico tedesco (n. 1889)
- 31 agosto - Marcel Doret, aviatore francese (n. 1896)

## Settembre(60)
- 1º settembre - Aldo Fedeli, politico italiano (n. 1895)
- 1º settembre - Friedrich von Prittwitz und Gaffron, politico e ambasciatore tedesco (n. 1884)
- 2 settembre - Henri Dulac, matematico e docente francese (n. 1870)
- 2 settembre - Kim Bo-hyon, nordcoreano (n. 1871)
- 2 settembre - Axel Persson, ciclista su strada svedese (n. 1888)
- 3 settembre - Georgina Jones, tennista statunitense (n. 1882)
- 3 settembre - Elisabetta di Meclemburgo-Schwerin, nobile tedesca (n. 1869)
- 4 settembre - Christen Gran Bøgh, avvocato norvegese (n. 1876)
- 4 settembre - Paride Ferrari, ciclista su strada italiano (n. 1891)
- 4 settembre - Hans Lietzmann, pittore e disegnatore tedesco (n. 1872)
- 6 settembre - Maurice Pujo, giornalista e politico francese (n. 1872)
- 7 settembre - Aline Bernstein, scenografa, costumista e scrittrice statunitense (n. 1882)
- 7 settembre - C.R. Julian, calciatore inglese (n. 1897)
- 8 settembre - Clodoveo Bonazzi, sindacalista italiano (n. 1890)
- 8 settembre - Johannes de Jong, cardinale e arcivescovo cattolico olandese (n. 1885)
- 8 settembre - Richard Verderber, schermidore austriaco (n. 1884)
- 9 settembre - Carl Friedberg, pianista e docente tedesco (n. 1872)
- 9 settembre - Maria Euthymia Üffing, religiosa tedesca (n. 1914)
- 10 settembre - Robert Blackburn, aviatore e imprenditore britannico (n. 1885)
- 11 settembre - Einar Liberg, tiratore a segno norvegese (n. 1873)
- 12 settembre - Alfredo Baccelli, scrittore e politico italiano (n. 1863)
- 13 settembre - Anne Dallas Dudley, attivista statunitense (n. 1876)
- 13 settembre - Carlo Alfredo Mussinelli, compositore italiano (n. 1871)
- 13 settembre - Mario Sarto, scultore italiano (n. 1885)
- 13 settembre - Claudio Trezzani, generale italiano (n. 1881)
- 14 settembre - Franz Carl Weiskopf, scrittore e giornalista tedesco (n. 1900)
- 15 settembre - Carlos Dávila, giornalista, diplomatico e politico cileno (n. 1887)
- 15 settembre - Eduard Strauch, militare, criminale di guerra e agente segreto tedesco (n. 1906)
- 16 settembre - Leo Amery, giornalista e politico britannico (n. 1873)
- 17 settembre - Arnaldo Martelli, attore italiano (n. 1887)
- 17 settembre - Leopold von Ledebur, attore tedesco (n. 1876)
- 18 settembre - Giovanni Battista Bibolini, imprenditore, armatore e dirigente sportivo italiano (n. 1875)
- 18 settembre - Alice Middleton Boring, biologa e zoologa statunitense (n. 1883)
- 19 settembre - John D. Dingell, Sr., politico statunitense (n. 1894)
- 19 settembre - Carl Milles, scultore svedese (n. 1875)
- 20 settembre - Ermanno Amicucci, politico e giornalista italiano (n. 1890)
- 20 settembre - Robert Riskin, sceneggiatore, regista e produttore cinematografico statunitense (n. 1897)
- 20 settembre - Noel M. Smith, regista e sceneggiatore statunitense (n. 1895)
- 20 settembre - Francesco Vecchiacchi, fisico e ingegnere italiano (n. 1902)
- 21 settembre - Mehdi Qoli Hedayat, politico iraniano (n. 1863)
- 22 settembre - Alfred Hofstetter, politico e avvocato svizzero (n. 1869)
- 22 settembre - Samuel Henry Kress, imprenditore, collezionista d'arte e mecenate statunitense (n. 1863)
- 23 settembre - Martha Norelius, nuotatrice svedese (n. 1908)
- 24 settembre - Ib Schønberg, attore danese (n. 1902)
- 25 settembre - Giuseppe De Falco, politico italiano (n. 1908)
- 25 settembre - Émile Fabre, scrittore francese (n. 1869)
- 25 settembre - Franz Rellich, matematico austriaco (n. 1906)
- 25 settembre - Charles Daniel White, vescovo cattolico statunitense (n. 1879)
- 27 settembre - Nils Adlercreutz, cavaliere svedese (n. 1866)
- 28 settembre - Arthur Donaldson, attore e regista svedese (n. 1869)
- 28 settembre - Biagio Pace, archeologo e politico italiano (n. 1889)
- 28 settembre - Lionel Rees, aviatore britannico (n. 1884)
- 29 settembre - Angelo Cesare Bruni, anatomista italiano (n. 1884)
- 29 settembre - Ines Cristina Zacconi, attrice italiana (n. 1875)
- 29 settembre - Oscar De Beaux, naturalista italiano (n. 1879)
- 29 settembre - Petru Giovacchini, poeta, politico e patriota italiano (n. 1910)
- 29 settembre - Louis Leon Thurstone, ingegnere e psicologo statunitense (n. 1887)
- 30 settembre - Michail Aleksandrovič Čechov, attore e insegnante russo (n. 1891)
- 30 settembre - James Dean, attore statunitense (n. 1931)
- 30 settembre - Marie Soldat-Röger, violinista e docente austriaca (n. 1863)

## Ottobre(78)
- 1º ottobre - Fratelli Christie, produttore cinematografico e regista cinematografico canadese (n. 1882)
- 1º ottobre - Filadelfo Insolera, matematico e statistico italiano (n. 1880)
- 2 ottobre - O. B. Clarence, attore britannico (n. 1870)
- 2 ottobre - Bill Orthwein, pallanuotista e nuotatore statunitense (n. 1881)
- 2 ottobre - Willie Pease, calciatore inglese (n. 1899)
- 2 ottobre - Manfredi Porena, filologo italiano (n. 1873)
- 2 ottobre - Nat Schachner, scrittore statunitense (n. 1895)
- 3 ottobre - Alfonso Canciani, scultore italiano (n. 1863)
- 3 ottobre - Angelo Mercati, archivista, storico e traduttore italiano (n. 1870)
- 3 ottobre - Domenico Savarese, vescovo cattolico italiano (n. 1903)
- 4 ottobre - Alexandros Papagos, generale e politico greco (n. 1883)
- 5 ottobre - Tommy Browell, calciatore inglese (n. 1892)
- 7 ottobre - Arrigo Cajumi, giornalista, scrittore e critico letterario italiano (n. 1899)
- 7 ottobre - Frieda Hempel, soprano tedesco (n. 1885)
- 7 ottobre - Marco Mariuzza, calciatore italiano (n. 1928)
- 7 ottobre - Rodolphe Seeldrayers, dirigente sportivo belga (n. 1876)
- 7 ottobre - Pasquale Sfameni, medico e scienziato italiano (n. 1868)
- 7 ottobre - Aphur Yongden, monaco buddhista tibetano (n. 1899)
- 9 ottobre - Theodor Innitzer, cardinale e arcivescovo cattolico austriaco (n. 1875)
- 9 ottobre - Alice Joyce, attrice statunitense (n. 1890)
- 9 ottobre - Vicleffo Scamuzzi, baritono italiano (n. 1887)
- 9 ottobre - Joseph Vollmer, ingegnere tedesco (n. 1871)
- 10 ottobre - Antonio D'Andrea, scultore italiano (n. 1908)
- 10 ottobre - Riccardo Stracciari, baritono italiano (n. 1875)
- 11 ottobre - Marcel Roland, scrittore e naturalista francese (n. 1879)
- 12 ottobre - Egisto Bellini, architetto italiano (n. 1877)
- 12 ottobre - Lino Carrara, politico e giornalista italiano (n. 1869)
- 12 ottobre - Frederick Mason Perkins, storico dell'arte, critico d'arte e collezionista d'arte statunitense (n. 1874)
- 13 ottobre - Alexandrina Maria da Costa, mistica portoghese (n. 1904)
- 13 ottobre - Manuel Ávila Camacho, politico e generale messicano (n. 1897)
- 15 ottobre - Fumio Hayasaka, compositore giapponese (n. 1914)
- 15 ottobre - Dario Vitali, militare italiano (n. 1899)
- 16 ottobre - Agostino Ernesto Castrillo, vescovo cattolico italiano (n. 1904)
- 17 ottobre - Pietro Borsetti, ginnasta italiano (n. 1882)
- 17 ottobre - Maria Farneti, soprano italiano (n. 1877)
- 17 ottobre - Dimitrios Maximos, politico greco (n. 1873)
- 17 ottobre - Salvatore Sacquegna, artigiano e scultore italiano (n. 1877)
- 17 ottobre - Robin Vane-Tempest-Stewart, VIII marchese di Londonderry, nobile e politico inglese (n. 1902)
- 18 ottobre - Cornelio Geranzani, pittore italiano (n. 1880)
- 18 ottobre - José Ortega y Gasset, filosofo e sociologo spagnolo (n. 1883)
- 19 ottobre - Eugène Joseph Delporte, astronomo belga (n. 1882)
- 19 ottobre - John Hodiak, attore statunitense (n. 1914)
- 19 ottobre - Midget Wolgast, pugile statunitense (n. 1910)
- 20 ottobre - George McLoughlin, cestista irlandese (n. 1927)
- 21 ottobre - Luigi Andreoli, calciatore italiano (n. 1893)
- 21 ottobre - Guido Gonzato, pittore italiano (n. 1896)
- 22 ottobre - Erik Brandt, politico svedese (n. 1884)
- 22 ottobre - Filippo Caminiti, imprenditore e politico italiano (n. 1895)
- 22 ottobre - Rita Carewe, attrice statunitense (n. 1909)
- 22 ottobre - Alessandro Contini Bonacossi, mercante d'arte e politico italiano (n. 1878)
- 22 ottobre - Eduardo Reyes Ortiz, calciatore boliviano (n. 1907)
- 23 ottobre - Romana Rompato, poetessa italiana (n. 1884)
- 24 ottobre - Betsy Baker, supercentenaria britannica (n. 1842)
- 24 ottobre - Robert Feulgen, medico e chimico tedesco (n. 1884)
- 24 ottobre - Alfredo Martín, calciatore argentino (n. 1894)
- 24 ottobre - Alfred Reginald Radcliffe-Brown, antropologo inglese (n. 1881)
- 24 ottobre - Milziade Venditti, magistrato e politico italiano (n. 1880)
- 24 ottobre - Konstantin Ėggert, attore sovietico (n. 1883)
- 24 ottobre - Jurij Andreevič Željabužskij, regista cinematografico russo (n. 1888)
- 25 ottobre - Arnaldo Mochetti, attore italiano (n. 1911)
- 25 ottobre - Piero Redaelli, anatomista e patologo italiano (n. 1898)
- 25 ottobre - Sadako Sasaki, giapponese (n. 1943)
- 25 ottobre - Giovanni Tragella, ciclista su strada e dirigente sportivo italiano (n. 1896)
- 26 ottobre - Ora Carew, attrice statunitense (n. 1893)
- 26 ottobre - Enrico Del Torso, fotografo italiano (n. 1876)
- 26 ottobre - François-Léon Lévêque, generale francese (n. 1870)
- 27 ottobre - Bernardo De Muro, tenore italiano (n. 1881)
- 27 ottobre - Clark Griffith, giocatore di baseball e allenatore di baseball statunitense (n. 1869)
- 27 ottobre - Arduino Polla, militare italiano (n. 1884)
- 27 ottobre - Juan de Dios Martínez, politico ecuadoriano (n. 1875)
- 29 ottobre - Viljo Lietola, calciatore finlandese (n. 1888)
- 29 ottobre - Giuseppe Raimondi, politico italiano (n. 1878)
- 30 ottobre - Carlo Giartosio, ammiraglio italiano (n. 1892)
- 30 ottobre - Dimitrie Gusti, sociologo, etnologo e storico romeno (n. 1880)
- 30 ottobre - William Reid, cestista, allenatore di pallacanestro e dirigente sportivo statunitense (n. 1893)
- 30 ottobre - Filippo Saporito, psichiatra italiano (n. 1870)
- 31 ottobre - Gyula Feldmann, allenatore di calcio e calciatore ungherese (n. 1890)
- 31 ottobre - Gaetano Ziliani, calciatore italiano (n. 1904)

## Novembre(63)
- 1º novembre - Ottavio Boglietti, calciatore argentino (n. 1895)
- 1º novembre - Dale Carnegie, scrittore e insegnante statunitense (n. 1888)
- 4 novembre - Antonio Ferretti, chimico e imprenditore italiano (n. 1889)
- 4 novembre - Cy Young, giocatore di baseball statunitense (n. 1867)
- 5 novembre - Charley Toorop, pittrice olandese (n. 1891)
- 5 novembre - Maurice Utrillo, pittore francese (n. 1883)
- 6 novembre - Sándor Bodnár, calciatore ungherese (n. 1890)
- 6 novembre - Willy Logan, pattinatore di velocità su ghiaccio canadese (n. 1907)
- 6 novembre - Arturo Marescalchi, politico e enologo italiano (n. 1869)
- 6 novembre - Jack McGrath, pilota automobilistico statunitense (n. 1919)
- 7 novembre - Sergej Karcevskij, linguista russo (n. 1884)
- 8 novembre - Donatien, regista, attore e scenografo francese (n. 1887)
- 8 novembre - Musa Ghiatuddin Riayat Shah di Selangor, sovrano malese (n. 1893)
- 9 novembre - Adriano Alberti, militare, storico e politico italiano (n. 1870)
- 9 novembre - Henri Delaunay, arbitro di calcio e dirigente sportivo francese (n. 1883)
- 9 novembre - Tom Powers, attore statunitense (n. 1890)
- 9 novembre - André Rischmann, rugbista a 15 francese (n. 1882)
- 9 novembre - Renato Tega, politico e partigiano italiano (n. 1887)
- 10 novembre - Adelaide Johnson, scultrice e attivista statunitense (n. 1859)
- 11 novembre - Giovanni Casaleggio, attore teatrale, attore e regista italiano (n. 1876)
- 12 novembre - Alfréd Hajós, nuotatore, architetto e calciatore ungherese (n. 1878)
- 12 novembre - Howard William Kennard, diplomatico e ambasciatore britannico (n. 1878)
- 12 novembre - Otto Nückel, pittore e illustratore tedesco (n. 1888)
- 12 novembre - Tin Ujević, poeta croato (n. 1891)
- 13 novembre - Bernard DeVoto, storico e scrittore statunitense (n. 1897)
- 13 novembre - Moshe Pesach, rabbino greco (n. 1869)
- 14 novembre - Robert E. Sherwood, commediografo e sceneggiatore statunitense (n. 1896)
- 15 novembre - Lloyd Bacon, regista, attore e sceneggiatore statunitense (n. 1889)
- 15 novembre - George Morrall, calciatore inglese (n. 1905)
- 16 novembre - Marinus van Rekum, tiratore di fune olandese (n. 1884)
- 16 novembre - Hans Heinrich Suter, calciatore, arbitro di calcio e dirigente sportivo svizzero (n. 1878)
- 17 novembre - Arthur Havemeyer, golfista statunitense (n. 1882)
- 17 novembre - Robert Holmes, calciatore inglese (n. 1865)
- 17 novembre - James P. Johnson, compositore e pianista statunitense (n. 1894)
- 17 novembre - Tommy O'Brien, cestista statunitense (n. 1916)
- 17 novembre - Helmuth Weidling, generale tedesco (n. 1891)
- 19 novembre - Anselmo Bucci, pittore, incisore e scrittore italiano (n. 1887)
- 20 novembre - Tomasz Arciszewski, politico polacco (n. 1877)
- 21 novembre - Edward Dierkes, calciatore statunitense (n. 1886)
- 22 novembre - Édouard Delmont, attore francese (n. 1883)
- 22 novembre - Shemp Howard, attore e comico statunitense (n. 1895)
- 22 novembre - Guy Ropartz, compositore e direttore d'orchestra francese (n. 1864)
- 23 novembre - Hermann Wilhelm Berning, arcivescovo cattolico tedesco (n. 1877)
- 24 novembre - James Millican, attore statunitense (n. 1910)
- 24 novembre - Michael Wasaburō Urakawa, vescovo cattolico giapponese (n. 1876)
- 25 novembre - Louis Lachenal, alpinista francese (n. 1920)
- 25 novembre - Herman Steiner, scacchista statunitense (n. 1905)
- 25 novembre - Arthur Tansley, ecologo e botanico inglese (n. 1871)
- 25 novembre - Elio Zorzi, giornalista italiano (n. 1892)
- 26 novembre - Vera Buchanan, politica statunitense (n. 1902)
- 26 novembre - František Peyr, calciatore cecoslovacco (n. 1896)
- 26 novembre - Luigi Storero, ciclista su strada, pilota automobilistico e imprenditore italiano (n. 1868)
- 26 novembre - Fausto Torrefranca, musicologo italiano (n. 1883)
- 26 novembre - Caryl ap Rhys Pryce, militare e rivoluzionario gallese (n. 1876)
- 27 novembre - Arthur Honegger, compositore svizzero (n. 1892)
- 27 novembre - Emma Jung, psicologa svizzera (n. 1882)
- 27 novembre - William Nigh, regista, sceneggiatore e attore statunitense (n. 1881)
- 28 novembre - Sidney Buller-Fullerton-Elphinstone, XVI Lord Elphinstone, scrittore e linguista britannico (n. 1869)
- 29 novembre - Gustavo Reisoli, storico, scrittore e giornalista italiano (n. 1887)
- 29 novembre - Ruggero Tracchia, generale italiano (n. 1884)
- 29 novembre - Alfredo Zerbini, poeta italiano (n. 1895)
- 30 novembre - Kurt Bergström, velista svedese (n. 1891)
- 30 novembre - Raf Pindi, attore e militare italiano (n. 1893)

## Dicembre(71)
- 1º dicembre - Edward Grigg, I barone Altrincham, politico e giornalista inglese (n. 1879)
- 2 dicembre - Verner Eklöf, calciatore e combinatista nordico finlandese (n. 1897)
- 2 dicembre - María Izquierdo, pittrice messicana (n. 1902)
- 2 dicembre - James Masters, calciatore australiano (n. 1892)
- 2 dicembre - Harold Walden, attore e calciatore inglese (n. 1887)
- 3 dicembre - Maurice Archambaud, ciclista su strada e pistard francese (n. 1906)
- 3 dicembre - Vasilij Egorovič Flug, generale russo (n. 1860)
- 3 dicembre - Mario Robotti, generale italiano (n. 1882)
- 4 dicembre - Ottavio Tiby, etnomusicologo e pubblicista italiano (n. 1891)
- 5 dicembre - Maria Clotilde Daviso di Charvensod, storica, partigiana e scrittrice italiana (n. 1901)
- 5 dicembre - Alvin Lustig, grafico, tipografo e designer statunitense (n. 1915)
- 5 dicembre - Ernest Peterly, calciatore svizzero (n. 1892)
- 6 dicembre - Georges Johin, giocatore di croquet francese (n. 1877)
- 6 dicembre - George Platt Lynes, fotografo statunitense (n. 1907)
- 6 dicembre - Mary Stone McDowell, insegnante e educatrice statunitense (n. 1876)
- 6 dicembre - Honus Wagner, giocatore di baseball e allenatore di baseball statunitense (n. 1874)
- 7 dicembre - Manfred Bukofzer, musicologo tedesco (n. 1910)
- 8 dicembre - Paul van Kempen, direttore d'orchestra e violinista olandese (n. 1893)
- 8 dicembre - Hermann Weyl, matematico, fisico e filosofo tedesco (n. 1885)
- 9 dicembre - Adriana Budevska, attrice teatrale bulgara (n. 1878)
- 9 dicembre - Abram Michajlovič Dragomirov, generale russo (n. 1868)
- 9 dicembre - Giuseppe Nogara, arcivescovo cattolico italiano (n. 1872)
- 11 dicembre - Eliodoro Farronato, presbitero e missionario italiano (n. 1912)
- 11 dicembre - Frank Merrill, generale statunitense (n. 1903)
- 11 dicembre - Diaderico Raffaldini, calciatore italiano (n. 1891)
- 12 dicembre - Irv Small, hockeista su ghiaccio statunitense (n. 1891)
- 13 dicembre - Antonio Egas Moniz, psichiatra, politico e letterato portoghese (n. 1874)
- 13 dicembre - Alexandru Proca, fisico rumeno (n. 1897)
- 13 dicembre - George Villiers, VI conte di Clarendon, politico britannico (n. 1877)
- 13 dicembre - Léon Werth, scrittore e critico d'arte francese (n. 1878)
- 14 dicembre - Dorothy Bernard, attrice statunitense (n. 1890)
- 14 dicembre - Hubert Brand, ammiraglio inglese (n. 1870)
- 14 dicembre - Otto Braun, politico tedesco (n. 1872)
- 14 dicembre - Gino Maggioni, architetto italiano (n. 1898)
- 15 dicembre - Karl Erckert, politico italiano (n. 1894)
- 15 dicembre - Horace McCoy, scrittore e sceneggiatore statunitense (n. 1897)
- 17 dicembre - Victor Brecheret, scultore italiano (n. 1894)
- 17 dicembre - Giovanni Battista Cossetti, organista, compositore e direttore di banda italiano (n. 1863)
- 17 dicembre - Arvīds Jurgens, calciatore e hockeista su ghiaccio lettone (n. 1905)
- 18 dicembre - Luigi Motta, scrittore, commediografo e giornalista italiano (n. 1881)
- 18 dicembre - William Winter, scacchista inglese (n. 1898)
- 19 dicembre - Josephine Diebitsch Peary, esploratrice e scrittrice statunitense (n. 1863)
- 19 dicembre - Herbert von Dirksen, diplomatico tedesco (n. 1882)
- 20 dicembre - Gretchen Lederer, attrice tedesca (n. 1891)
- 20 dicembre - William Smith, pugile sudafricano (n. 1904)
- 21 dicembre - Garegin Njdeh, politico e generale armeno (n. 1886)
- 22 dicembre - Mary Josephine Bedford, filantropa e attivista inglese (n. 1861)
- 22 dicembre - Jules De Bisschop, canottiere belga (n. 1879)
- 22 dicembre - Jules-Émile Verschaffelt, fisico belga (n. 1870)
- 22 dicembre - Rose Lichtenstein, attrice tedesca (n. 1887)
- 23 dicembre - Pietro Gaudenzi, pittore italiano (n. 1880)
- 24 dicembre - Hugo Chaim Adler, direttore di coro, cantore e compositore belga (n. 1894)
- 24 dicembre - Nana Bryant, attrice statunitense (n. 1888)
- 25 dicembre - Giovanni Cuniolo, ciclista su strada italiano (n. 1884)
- 25 dicembre - Emil Oberle, calciatore tedesco (n. 1889)
- 25 dicembre - Ernst Sittig, filologo classico, linguista e etruscologo tedesco (n. 1887)
- 26 dicembre - Eberhardt Illmer, calciatore tedesco (n. 1888)
- 26 dicembre - Franz Immig, calciatore tedesco (n. 1918)
- 26 dicembre - Ferenc Kocsis, calciatore ungherese (n. 1891)
- 26 dicembre - Hans Mierendorff, attore tedesco (n. 1882)
- 27 dicembre - Giovanni Battista Alfano, presbitero, vulcanologo e sismologo italiano (n. 1878)
- 27 dicembre - Ely Culbertson, giocatore di bridge statunitense (n. 1891)
- 27 dicembre - James Jones, calciatore britannico (n. 1873)
- 28 dicembre - Giuseppe Breccia Fratadocchi, ingegnere e architetto italiano (n. 1898)
- 28 dicembre - Olive Edis, fotografa e imprenditrice inglese (n. 1876)
- 31 dicembre - Wilhelm Bertrams, presbitero e teologo tedesco (n. 1907)
- 31 dicembre - Richard Genserowski, ginnasta tedesco (n. 1875)
- 31 dicembre - Béla Kádár, pittore ungherese (n. 1877)
- 31 dicembre - Ludwig Lewisohn, scrittore, critico letterario e sociologo statunitense
- 31 dicembre - Umberto Somma, militare e politico italiano (n. 1878)
- 31 dicembre - Timoteo di Gerusalemme, arcivescovo ortodosso greco (n. 1878)

## Senza giorno specificato(60)
- Augusto Agostini, generale e agronomo italiano (n. 1895)
- Pasquale Alécce, imprenditore italiano (n. 1887)
- Agnes Baldwin Brett, numismatica e archeologa statunitense (n. 1876)
- Mario Bellusi, poeta, incisore e fotografo italiano (n. 1893)
- Giulio Benzi, pittore italiano (n. 1907)
- Bihruz Hanim, nobildonna ottomana (n. 1903)
- Bodhchandra Singh, principe indiano (n. 1908)
- Romolo Boglietti, calciatore argentino (n. 1895)
- Billy Bradshaw, calciatore e allenatore di calcio inglese (n. 1884)
- Primo Brega, mezzofondista italiano (n. 1892)
- Angelo Canevari, pittore, illustratore e scenografo italiano (n. 1901)
- Giulio Cesare Cappa, ingegnere italiano (n. 1880)
- Dorothy Cayley, micologa singalese (n. 1874)
- Dino Chiaraviglio, ingegnere e chimico italiano (n. 1873)
- Arturo Coddou, calciatore cileno (n. 1905)
- Jacqueline Comerre-Paton, pittrice francese (n. 1859)
- Giuseppina Croci, italiana (n. 1863)
- Vittorio Culpo, antifascista italiano (n. 1904)
- Edgar Ferdinand Cyriax, medico britannico (n. 1874)
- Dahteste, nativa americana (n. 1860)
- Richard Dölker, artista tedesco (n. 1896)
- Jacques Faitlovitch, orientalista e attivista polacco (n. 1881)
- Luigi Ferrari, magistrato e poliziotto italiano (n. 1888)
- Raffaele Foà, storico italiano (n. 1872)
- Pelegrín Franganillo Balboa, aracnologo, naturalista e religioso spagnolo (n. 1873)
- Wilhelmina Geddes, artista irlandese (n. 1887)
- William J. Hale, chimico e biologo statunitense (n. 1876)
- Nikolaj Il'in, genetista sovietico (n. 1903)
- Josep Maria Junoy i Muns, giornalista, poeta e fumettista spagnolo (n. 1887)
- Edwin Katzen-Ellenbogen, medico polacco (n. 1882)
- Paul Kern, militare ungherese
- Arthur Leesch, calciatore lussemburghese (n. 1894)
- Ernst Lert, compositore, regista teatrale e scrittore austriaco (n. 1883)
- Ossip Lourié, scrittore russo (n. 1868)
- Luigi Melandri, illustratore, pittore e decoratore italiano (n. 1892)
- Luigi Meomartini, musicista e politico italiano (n. 1888)
- Walter Mocchi, impresario teatrale e attivista italiano (n. 1871)
- Rinaldo Monicelli, ingegnere italiano (n. 1892)
- William J. Neidig, docente, poeta e scrittore statunitense (n. 1870)
- Vasilij Vasil'evic Nikitin, ingegnere russo (n. 1901)
- Adriano Pallini, stilista e collezionista d'arte italiano (n. 1897)
- Hubert Pearson, calciatore inglese (n. 1886)
- Francesco Perotti, pittore italiano (n. 1907)
- Luigi Piccioni, critico letterario e storico della letteratura italiano (n. 1870)
- Luca Pignato, giornalista, poeta e scrittore italiano (n. 1892)
- Gaetano Ponte, vulcanologo italiano (n. 1876)
- Vittorio Privileggi, ingegnere italiano (n. 1880)
- Giorgio Ripamonti, artigiano italiano (n. 1883)
- Salvatore Romano, mercante d'arte e antiquario italiano (n. 1875)
- Achille Russo, zoologo italiano (n. 1866)
- Ersilia Sampieri, cantante italiana (n. 1877)
- Alfred Sterry, avvocato e dirigente sportivo britannico (n. 1876)
- Kurts Strazdiņš, calciatore lettone (n. 1906)
- Walter Tysall, ginnasta britannico (n. 1880)
- Ulisse Uslenghi, calciatore e cestista uruguaiano (n. 1905)
- Memo Vagaggini, pittore e illustratore italiano (n. 1892)
- Valíyu'lláh Varqá, persiano (n. 1884)
- Robert Warshow, scrittore statunitense (n. 1917)
- Vladimir Zjablikov, calciatore sovietico (n. 1925)
- Nafije Zogu, principessa albanese (n. 1896)